# 金錢世界
《金錢世界》（英語：Money Talks）是由香港亞視新聞及公共事務部於2000年起播出至今的財經節目（惟於2014年1月19日至4月20日期間因監製李永發及主編簡永信離職而暫停播放），主編及監製分別為劉幸鈺及余樂明。逢星期日晚上分別於本港台及亞洲台播出，因為曾經需要配合播放香港電台電視部的節目而定期轉變播放時間，內容於深入追蹤一周的財經焦點。節目曾在2010電視節目欣賞指數調查排名第18位。

## 節目時間調動
2015年4月12日起，由於要騰出時段播放新節目《下一站諾富》，《金錢世界》首播時間從4月11日起本港台調整至逢星期六晚20:30－21:00播出。
2015年5月16日起，由於重播節目《陌生的故鄉-澳洲華人剪影》，《金錢世界》播出時間再有變動，本港台調整至逢星期六晚22:30－23:00播出。
2015年11月28日起，《金錢世界》播放2015年最後一集，12月5日起本港台同時段重播外購節目《澳門 澳門》，12月13日起亞洲台同時段重播節目《ATV亞洲小姐美麗之旅》。
2016年1月3日起，《金錢世界》重新播放，本港台調整至逢星期日晚19:05－19:35播出。
2016年1月31日，《金錢世界》播放2016年最後一集，2月7日起本港台同時段重播節目《漫遊嶺南綠道》，2月7日起亞洲台同時段重播節目《尋找百姓家》。

## 節目主持
- 陳啟樂
- 劉幸鈺

## 外部連結
- 金錢世界 YouTube （页面存档备份，存于）